# Batalla Nacional
Batalla Nacional är en ort i Mexiko.   Den ligger i kommunen Tijuana och delstaten Baja California, i den nordvästra delen av landet, 2 300 km nordväst om huvudstaden Mexico City. Batalla Nacional ligger 172 meter över havet och antalet invånare är 646.
Terrängen runt Batalla Nacional är huvudsakligen kuperad, men den allra närmaste omgivningen är platt. Runt Batalla Nacional är det tätbefolkat, med 913 invånare per kvadratkilometer. Närmaste större samhälle är Tijuana, 17,3 km väster om Batalla Nacional. Omgivningarna runt Batalla Nacional är i huvudsak ett öppet busklandskap.